# Trutörgrönnan
Trutörgrönnan is een Zweeds zandbank behorend tot de Lule-archipel. Het eiland ligt ten noorden van haar naamgever Trutören. Het eiland heeft geen oeververbinding en is onbebouwd. Het behoort tot de eilanden rondom Hindersön.